# Галатън (окръг)
Окръг Галатън (на английски: Gallatin County) е окръг в щата Монтана, Съединени американски щати. Площта му е 6817 km², а населението - 107 810 души (2017). Административен център е град Боузман.

## Градове
- Трий Форкс